# Ninette (Manitoba)
Pour les articles homonymes, voir Ninette.
Ninette est une communauté du Manitoba, entourée par la municipalité rurale de Riverside.

## Démographie
| 2011 | 2016 |
| ---- | ---- |
| 224  | 221  |

## Référence
- (en) Cet article est partiellement ou en totalité issu de l’article de Wikipédia en anglais intitulé « Ninette, Manitoba » (voir la liste des auteurs).

1. ↑  « Statistique Canada - Profils des communautés de 2016 -   Ninette, LUD » (consulté le 3 juin 2020)